# Associazione Nazionale Perseguitati Politici Italiani Antifascisti
L'Associazione Nazionale Perseguitati Politici Italiani, acronimo ANPPIA, è un'associazione che raggruppa i perseguitati politici antifascisti italiani, tutti coloro cioè che per la loro opposizione al regime fascista durante il ventennio scontarono anni di confino e di carcere.

## Storia
L'associazione fu fondata nel 1946 dopo il primo congresso di Roma (7-9 ottobre) della Confederazione Nazionale Perseguitati Politici Antifascisti, un organismo nato per raggruppare i vari gruppi, comitati e organizzazioni di ex-perseguitati antifascisti a carattere locale. Primo presidente dell'ANPPIA fu Umberto Terracini.
L'ANPPIA nacque con l'obbiettivo di riunire gli oppositori al regime fascista, dalla sua instaurazione fino alla caduta, e di rappresentarne i valori e le istanze. L'associazione si è caratterizzata per la sua identità unitaria, aperta a tutti gli Antifascisti di diverso orientamento politico e culturale.

## Stampa
L'organo di stampa dell'ANPPIA è il bimestrale L'antifascista, fondato nel 1954 su iniziativa di Sandro Pertini e Umberto Terracini. Inizialmente mensile, il primo direttore fu Pertini.

## Onorificenze
Il 12 dicembre 2006 è stata insignita della medaglia d'oro al valor civile poi consegnata l'anno successivo dal Presidente della Repubblica Giorgio Napolitano.